# Fimbristylis lawiana
Fimbristylis lawiana är en halvgräsart som först beskrevs av Johann Otto Boeckeler, och fick sitt nu gällande namn av Johannes Hendrikus Kern. Fimbristylis lawiana ingår i släktet Fimbristylis och familjen halvgräs. IUCN kategoriserar arten globalt som livskraftig. Inga underarter finns listade i Catalogue of Life.